# Prusinowice (Pakosławice)
Prusinowice (deutsch Waltdorf, auch Walddorf) ist ein Ort in der Landgemeinde Pakosławice im Powiat Nyski der Woiwodschaft Opole in Polen.

## Geographie
Das Straßendorf Prusinowice liegt etwa drei Kilometer östlich von Pakosławice (Bösdorf), neun Kilometer nordöstlich Nysa (Neisse) und 50 Kilometer südwestlich von Opole (Oppeln) in der Nizina Śląska (Schlesische Tiefebene) an der Cielnica (Tellnitz), einem linker Zufluss der Glatzer Neiße.
Nachbarorte von Prusinowice sind im Westen Strobice (Struwitz) und Pakosławice (Bösdorf) und im Südwesten Złotogłowice (Groß Neundorf).

## Geschichte

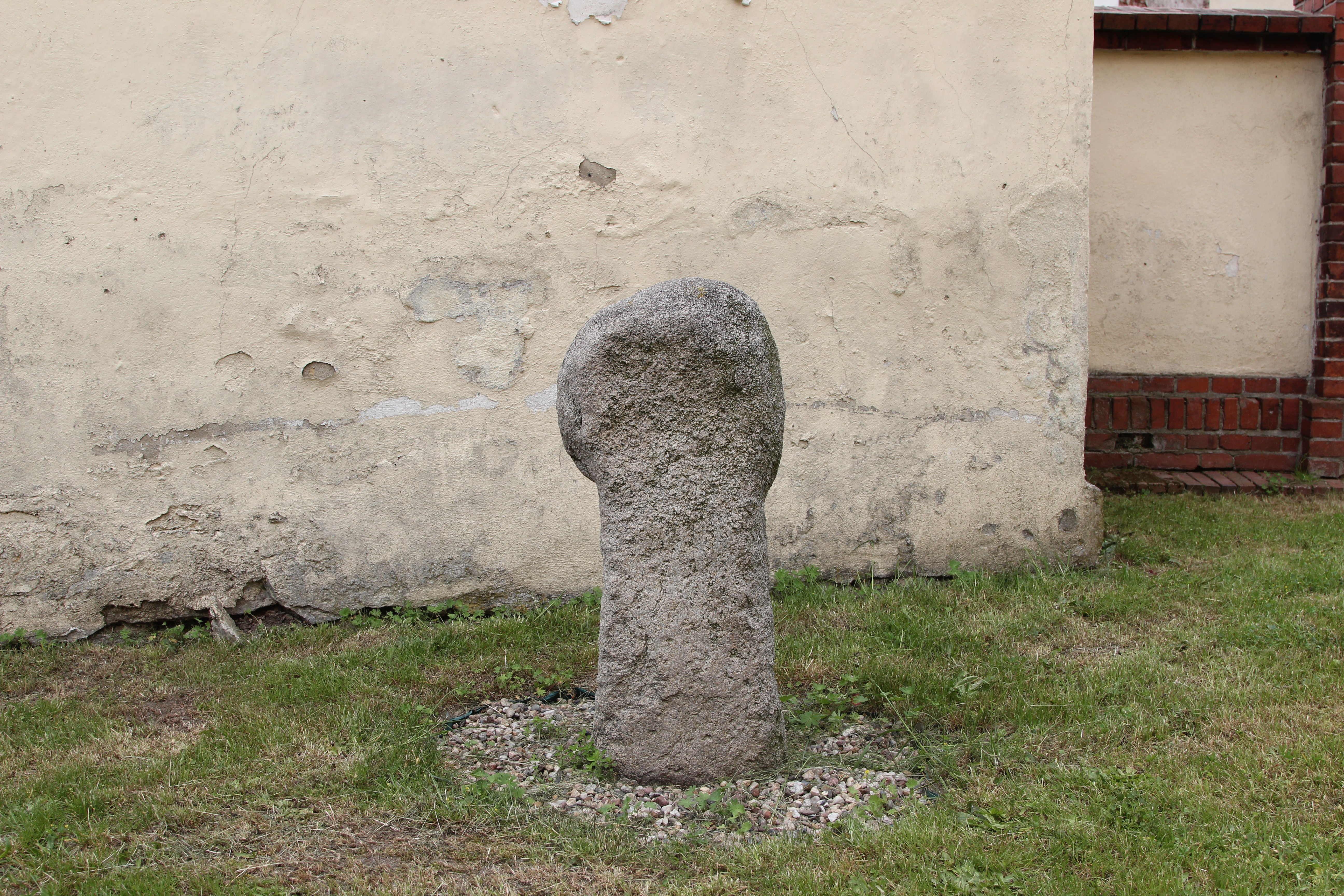
Sühnekreuz

„Walthdorf“ wurde erstmals im Jahre 1297 im Breslauer Zehntregister Liber fundationis episcopatus Vratislaviensis urkundlich erwähnt. Für das Jahr 1337 ist es in der Schreibweise Waltdorph, 1360 als Walterivilla und 1368 Waltdorff belegt. Der Name leitet sich von der vormaligen Lage in einem heute nicht mehr bestehenden Wald ab.
Nach dem Ersten Schlesischen Krieg 1742 fiel Waltdorf mit dem größten Teil Schlesiens an Preußen.
Nach der Neuorgliederung der Provinz Schlesien gehörte die Landgemeinde Waltdorf ab 1816 zum Landkreis Neisse, mit dem sie bis 1945 verbunden blieb. 1845 bestanden im Dorf eine katholische Pfarrkirche, eine katholische Schule, eine Ziegelei und 133 weitere Häuser. Die Einwohnerzahl lag damals bei 770, davon 21 evangelisch. 1855 wurden 928 Einwohner gezählt. Für das Jahr 1865 sind belegt: eine Scholtisei, 45 Bauern-, 26 Gärtner- und 43 Häuslerstellen sowie eine Brennerei, eine Brauerei und eine Schule. Die katholische Schule zählte im gleichen Jahr 203 Schüler. 1874 wurde der Amtsbezirk Waltdorf gebildet, der aus der Landgemeinde Waltdorf und dem Gutsbezirk Waltdorf bestand. Erster Amtsvorsteher war der Rittergutsbesitzer Baucke. 1885 zählte Waltdorf 987 Einwohner.
1933 lebten in Waltdorf 956 und 1939 waren es 814 Einwohner. Bis 1945 befand sich der Ort im Landkreis Neisse.
Als Folge des Zweiten Weltkriegs fiel Walddorf mit dem größten Teil Schlesiens an Polen. Nachfolgend wurde es in Prusinowice umbenannt. Die einheimische deutsche Bevölkerung wurde weitgehend vertrieben. Die neu angesiedelten Bewohner waren teilweise Zwangsumgesiedelte aus Ostpolen, das an die Sowjetunion gefallen war.
1950 wurde Prusinowice der Woiwodschaft Opole eingegliedert. Seit 1999 gehört es zum wiedergegründeten Powiat Nyski.

## Sehenswürdigkeiten
- Die römisch-katholische Michaeliskirche (Kościół św. Michała Archanioła) wurde erstmals 1297 erwähnt. Der heutige Bau stammt vorwiegend aus dem Jahr 1885. Seit 1966 steht das Gebäude unter Denkmalschutz.[9]
- Denkmal für die Gefallenen des Ersten Weltkriegs

## Vereine
- Freiwillige Feuerwehr OPS Prusinowice
- Fußballverein LZS Prusinowice

## Persönlichkeiten
- Woldemar von Reichenbach (1845–1914), deutscher Kunstmaler